# گورستان باستان واتل سی
گورستان باستان واتل C مربوط به اواخر هزاره دوم و اول ه.ق است و در شهرستان رودبار، دهستان خورگام، روستای برآرود، منطقه واتل واقع شده و این اثر در تاریخ ۲۶ دی ۱۳۸۶ با شمارهٔ ثبت ۲۰۶۱۶ به‌عنوان یکی از آثار ملی ایران به ثبت رسیده است.